# Municipio de Leland
El municipio de Leland (en inglés: Leland Township) es un municipio ubicado en el condado de Leelanau en el estado estadounidense de Míchigan. En el año 2010 tenía una población de 2043 habitantes y una densidad poblacional de 5,38 personas por km².

## Geografía
El municipio de Leland se encuentra ubicado en las coordenadas 45°7′26″N 85°58′48″O / 45.12389, -85.98000. Según la Oficina del Censo de los Estados Unidos, el municipio tiene una superficie total de 379.63 km², de la cual 117,51 km² corresponden a tierra firme y (69,05 %) 262,12 km² es agua.

## Demografía
Según el censo de 2010, había 2043 personas residiendo en el municipio de Leland. La densidad de población era de 5,38 hab./km². De los 2043 habitantes, el municipio de Leland estaba compuesto por el 93,73 % blancos, el 0,15 % eran afroamericanos, el 1,57 % eran amerindios, el 0,69 % eran asiáticos, el 2,45 % eran de otras razas y el 1,42 % eran de una mezcla de razas. Del total de la población el 6,9 % eran hispanos o latinos de cualquier raza.